# 福本寅松
福本 寅松（ふくもと とらまつ、1867年5月10日（慶応3年4月7日） - 1919年（大正8年）12月28日）は、日本の政治家。衆議院議員（1期）。

## 経歴
奈良県出身。中等教育を受ける。山林業を営み、川上村会議員、同助役、同村長、奈良県会議員、同参事会員、同議長、奈良県農会議員、吉野材木同業組合連合会議員、同議長、大和電気(株)監査役となる。
1918年、衆議院奈良県郡部選出の上島長久の死去による補欠選挙において立憲政友会公認で立候補当選した。衆議院議員は1期務め、当選の翌年の1919年12月に死去した。